# Taglia (ricompensa)
Una taglia è un pagamento o una ricompensa in denaro per localizzare, catturare o uccidere un fuorilegge o una persona ricercata. 
In età contemporanea due esempi moderni di taglie sono quelli posti per la cattura di Saddam Hussein e dei suoi figli da parte del governo degli Stati Uniti e la taglia di Microsoft per i creatori di virus informatici. Coloro che si occupano di svolgere tale attività vengono definiti cacciatori di taglie.

## Storia
Nell'antica Roma, ad esempio, la Lex Cornelia de maiestate del 81 a.C. promosse l'offerta di una ricompensa in denaro per coloro che avrebbero denunciato i casi di alto tradimento contro lo stato romano. Questa legge fu promulgata dal console romano Lucius Cornelius Sulla e istituì un sistema di ricompense per garantire che i criminali di alto rango fossero adeguatamente puniti.
Durante il Medioevo, in molti Paesi germogliò il concetto di taglia o ricompensa per incoraggiare la cattura e la punizione dei criminali. Ad esempio, in Inghilterra, Edoardo I emise il primo mandato di cattura con taglia nel 1275 per la cattura di Llywelyn ap Gruffydd, ultimo principe gallese indipendente.
Un altro esempio storico noto è quello dei pirati. Nel XVII e XVIII secolo, i governi offrivano taglie per la cattura dei pirati che minacciavano i commerci marittimi. Questo sistema di taglia incentivò molti individui a diventare cacciatori di pirati e portò alla rapida diminuzione della pirateria durante quel periodo.
Durante l'epoca del Far West americano, le taglie venivano spesso offerte per la cattura di fuorilegge famosi come Jesse James o Billy the Kid. Questo portò alla nascita di famosi cacciatori di taglie come Pat Garrett, che uccise Billy the Kid nel 1881. Oggi negli Stati Uniti la pratica delle taglie o ricompense è ancora in uso in molti Paesi per la cattura dei criminali più pericolosi. Ad esempio, l'FBI offre taglie per la cattura di fuggitivi internazionali e di persone ricercate per gravi reati.